# Заріка (Камінь-Каширський район)
Заріка — село в Україні, у Любешівській селищній громаді Камінь-Каширського району Волинської області. Населення становить 150 осіб.

## Населення
Згідно з переписом УРСР 1989 року чисельність наявного населення села становила 218 осіб, з яких 107 чоловіків та 111 жінок.
За переписом населення України 2001 року в селі мешкало 225 осіб.

### Мова
Розподіл населення за рідною мовою за даними перепису 2001 року:
| Мова       | Відсоток |
| ---------- | -------- |
| українська | 98,23 %  |
| білоруська | 0,88 %   |
| російська  | 0,88 %   |

## Історія
До 10 серпня 2017 року село входило до складу Любешівської селищної ради Любешівського району Волинської області.